# Cerámica gris orientalizante

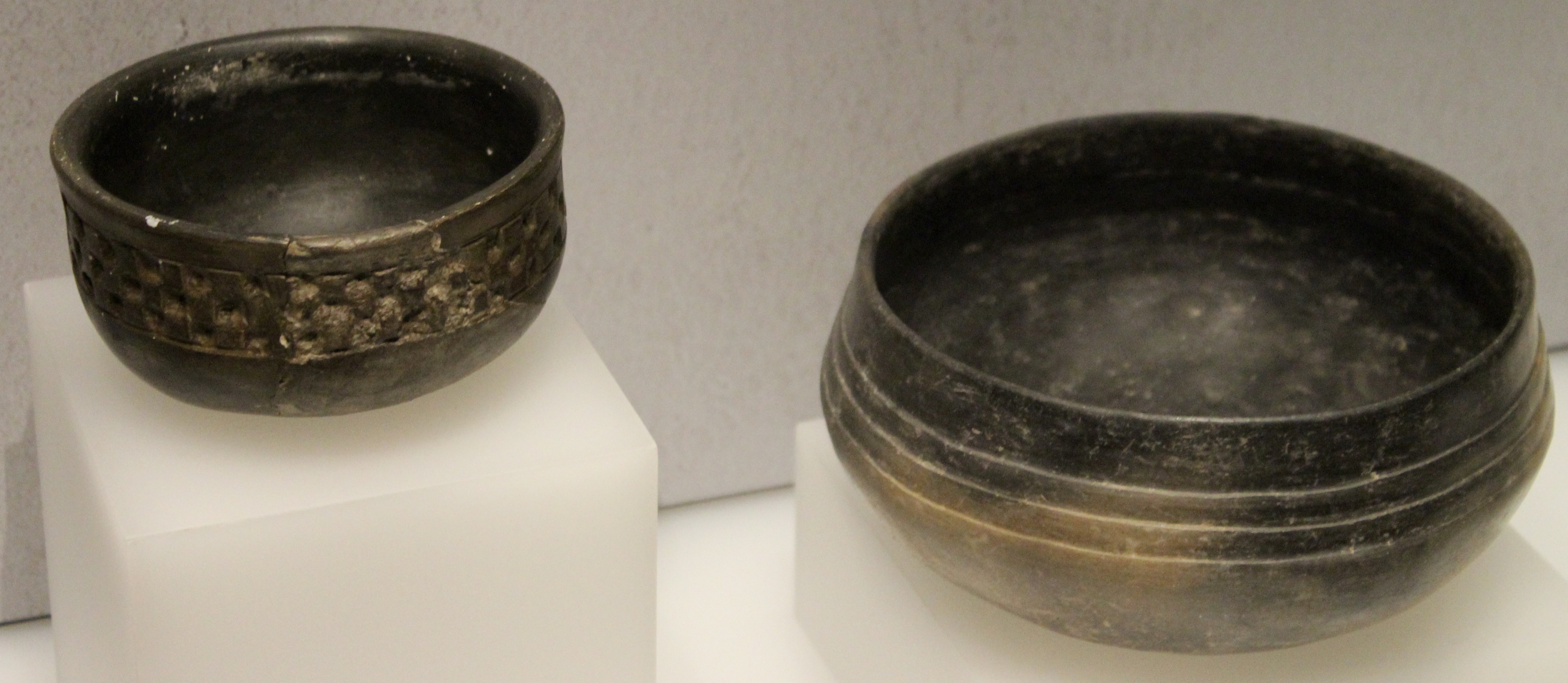
Cerámica gris bruñida en el Museo Arqueológico Nacional de España.

Cerámica gris orientalizante o Cerámica gris a torno tartesia es un conjunto de materiales y elementos de la alfarería de Tartesos definidos por sus tonos grisáceos, conseguidos al haber sido cocida la arcilla en atmósfera reductora y bruñida en el torno, y ocasionalmente con engobe superficial. Producción característica de la Andalucía atlántica, la cerámica gris a torno, desarrollada durante el tartesio colonial en el suroeste de la península ibérica entre 750-500 a. C.), y en zonas de influencia al sur de Extremadura y Levante, continuó su producción en la zona mezclándose con la cerámica fenicia y siguió fábrica tras el hundimiento de Tartessos. Algunos especialistas diferencian dos tipos de producción: la colonial y la indígena.
Aunque Caro destacaba en 1989 la abundancia de las formas abiertas (vajilla de mesa, cuencos y platos) y su carácter lujoso, en sustitución de la cacharrería bruñida hecha a mano, otros autores posteriores han considerado más ‘lujosas’ las formas y decoraciones del grupo de cerámicas de barniz rojo. Es reseñable la cuidada producción de los yacimientos arqueológicos de Carmona.